# 二・四事件
二・四事件（にしじけん）は、1933年（昭和8年）2月4日から半年あまりの間に、長野県で多数の学校教員などが治安維持法違反として検挙された事件。
弾圧の対象となったのは、県内の日本共産党、日本共産青年同盟、日本プロレタリア文化連盟関係団体や、労働組合、農民組合など広範囲に及んだが、特に日本労働組合全国協議会（全協）や新興教育同盟準備会の傘下にあった教員組合員への弾圧は大規模で、全検挙者608名のうち230名が教員であった。このため、この事件は「教員赤化事件」、「左翼教員事件」などとも呼称された。
4月までに検挙された教員のうち28名が起訴され、このうち13名が有罪となって服役した。また、検挙された教員のうち、115名が何らかの行政処分を受け、懲戒免職や諭旨退職によって教壇から追われた者も33名にのぼった。
この事件を契機に、全国各地で同様の弾圧が行なわれ、1933年12月までに岩手県、福島県、香川県、群馬県、茨城県、福岡県、青森県、兵庫県、熊本県、沖縄県で多数の教員が検挙され、「教員赤化事件」ないし「赤化教員事件」は、長野県の事件に限定せず、全国における一連の事件を指す総称として用いられるようになった。

## 背景と影響
長野県では、大正時代以来、白樺派などの影響を受けた自由主義教育が盛んであったが、1930年代に入ると、そのような伝統の上に、左翼的教育運動である新興教育運動が広がりを見せるようになった。1931年秋、新興教育研究所（新教）の支部が伊那と諏訪に設けられ、1932年2月には、日本労働組合全国協議会（全協）傘下の日本一般使用人組合教育労働部長野支部が結成されたのを機に、新教の2支部は統合されて長野支部となった。
1931年（昭和6年）の満州事変勃発以降、ファッショ侵略に対する社会主義運動、労農運動、青年学生運動に対する弾圧が強化され、県下でも全協、全農全会派、県連青などが発展したのに対し、治安維持法違反を名目とした検挙があった。1932年（昭和7年）夏、教育労働者組合長野県支部の組織を掴み、1933年（昭和8年）1月全協繊維オルグの検挙で、県下の全協及び共産主義組織の全容を掴んだ県特高課が、内務省や長野地検と打ち合わせ、1933年（昭和8年）2月4日未明に86人を検挙し、以後6か月にわたって徹底的に検挙を行った。
また、これら教員から検挙者を出した学校の校長には、検挙が一段落した時点で処分が出された。処分の内容は懲戒免職6人、諭旨退職31人、引責依願退職17人、譴責9人、戒飭41人、その他休職82人。
百数十名の教員を組織したこの運動は、教育理念や教材について、例えば、アララギ派、三沢勝衛、木村素衛などを俎上に載せた組織的批判活動を展開し、組合員ではない教員にも影響を及ぼすようになっていった。新興教育運動は、マルクス主義ないし弁証法的史的唯物論を掲げた左翼運動であったが、細野武男の回想によれば「さるかに合戦一つを説明するのでも階級闘争やと言って説明」するようなものであったという。
二・四事件で弾圧された教員の多くは、子どもたちや父母を始め、周囲から信頼されていた優れた教員であった。農村の貧しい子どもたちを前に暮らしを良くしたいと思い軍国主義の台頭に抗して反戦を唱え、労働組合や農民組合に関与したものも大勢いた。このため、例えば、7名が逮捕された木曽地区の中心人物であった日義村の日義小学校の名取簡夫（なとり ふみお）が検挙された後、名取を慕っていた生徒たちの間に「同盟休校」を行い、警察書に出向いて名取の解放を求めようとする動きなども起こったという。
永明尋常高等小学校（現在の茅野市立永明小学校、茅野市立永明中学校）の検挙された教師にも労働組合や農民組合の活動をしていた者もいたが、中には絵画や詩や短歌、哲学等の研究会を開いていただけの者もいた。それだけでなく、事件の巻き添えを受けて、昭和8年3月、無関係の他の教師達や、用務員に至るまで、全員解雇され、新しく別の教師陣に交代されてしまった。
最終的な長野県内の検挙者は378人。うち送検された数は275人。うち起訴された数は91人。裁判は1933年（昭和8年）8月から五月雨的に行われ、最後の一審判決が終わったのは1934年（昭和9年）12月。13人に懲役2年6ヶ月から4年の実刑判決、その他の者は執行猶予付きの有罪判決となった。実刑となった13人は控訴したが二審でも実刑判決、ただし刑期は1年から半年の減刑された。
二・四事件の大規模弾圧によって、長野県の教育は、新興教育のみならず自由主義的伝統も失われ、満蒙開拓青少年義勇軍の大規模な送り出しに象徴される戦争協力体制への著しい傾斜を見せることになった。